# Lia Finocchiaro

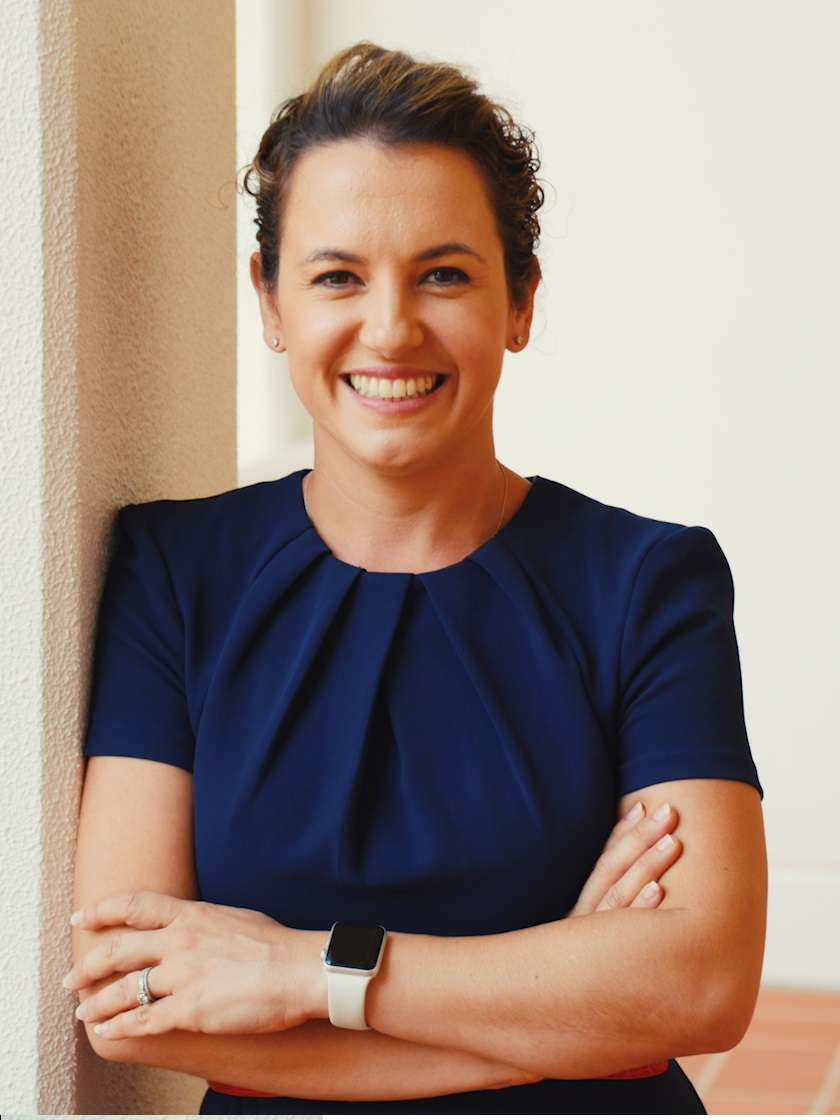
Lia Finocchiaro (30. Juli 2020).

Hon. Lia Emele Finocchiaro (* 26. Februar 1984 in Darwin, Northern Territory) ist eine australische Politikerin der Country Liberal Party (CLP), die unter anderem seit 2020 Vorsitzende der CLP sowie seit 2024 Chief Minister des Northern Territory ist.

## Leben

### Rechtsanwältin, Mitglied der Legislativversammlung und Oppositionsführerin
Lia Emele Finocchiaro begann nach dem Besuch der örtlichen Grundschulen in Palmerston und danach das Kormilda College mit einem International Baccalaureate ein Studium der Fachrichtung Rechtswissenschaften und Internationale Beziehungen an der University of Adelaide. 2008 kehrte sie nach Darwin zurück begann nach ihrer Zulassung als Rechtsanwältin im Northern Territory eine Tätigkeit in der 1833 gegründeten Anwaltskanzlei „Clayton Utz“. Sie erwarb außerdem ein Graduate Diploma of Legal Practice an der Charles Darwin University.
Bei der Wahl am 25. August 2012 wurde Lia Finocchiaro für die Country Liberal Party (CLP) als Nachfolgerin von Ross Bohlin im Wahlkreis „Drysdale“ erstmals zum Mitglied der Northern Territory Legislative Assembly und vertrat diesen Wahlkreis bis zur Wahl am 27. August 2016, woraufhin Eva Lawler von der Labor Party diesen Wahlkreis gewann. Am 6. März 2013 wurde sie in die Regierung von Chief Minister Terry Mills berufen und bekleidete in diesem sieben Tage lang bis zum 13. März 2013 die Ämter als Ministerin für Staatlichkeit, Ministerin für Pferderennen, Glücksspiel und Lizenzen, Ministerin für Sport und Freizeit sowie als Ministerin für Senioren und Jugend. In der darauf folgenden Regierung von Chief Minister Adam Giles, der in einer parteiinternen Abstimmung Mills als CLP-Vorsitzender und Chief Minister ablöste, übernahm sie keine Regierungsämter.
Bei der Wahl am 27. August 2016 wurde Lia Finocchiaro für die CLP im neu geschaffenen Wahlkreis „Spillett“ wiederum zum Mitglied der Northern Territory Legislative Assembly gewählt und gehört dieser seither für diesen Wahlkreis an. Am 2. September 2016 wurde sie als Nachfolgerin von Peter Styles stellvertretende Vorsitzende der CLP und damit Stellvertreterin des Parteivorsitzenden Gary Higgins. Daneben war sie als Vertreterin von Gary Higgins zwischen dem 2. September 2016 und dem 1. Februar 2020 auch stellvertretende Oppositionsführerin in der Legislativversammlung und Parlamentarische Geschäftsführerin (Chief Opposition Whip) der nur noch aus Higgins und ihr bestehenden Fraktion. Daneben trug sie die Verantwortung für die Bereiche Polizei, Feuerwehr und Rettungsdienste, Generalstaatsanwaltschaft und Justiz, Gesundheit, Kinder, Familien, Bildung, Handel, Wirtschaft und Innovation sowie Grundversorgung. Am 1. Februar 2020 löste sie Higgins als Vorsitzende der CLP und als Oppositionsführerin ab. Zugleich übernahm sie ab dem 1. Februar 2020 in der CLP die Zuständigkeit für die Bereiche Finanzen, Angelegenheiten der Ureinwohner, Verträge, Nordaustralien, Generalstaatsanwaltschaft und Justiz, Polizei, Feuerwehr und Rettungsdienste, Wirtschaft und Innovation, Handel und Großprojekte, Primärindustrie und Ressourcen, Umwelt und natürliche Ressourcen, Wirtschaft und Innovation, Gesundheit, Menschen mit Behinderungen, Familien, Bildung, erneuerbare Energien, Energie und wichtige Dienstleistungen, Kinder, ultikulturelle Angelegenheiten sowie Klimawandel.

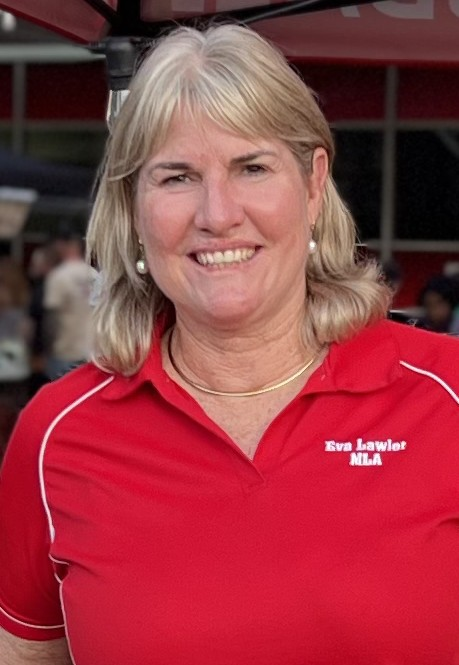
Chief Minister Eva Lawler von der Labor Party verlor die Wahl 2024 gegen Lia Finocchiaro.

Bei den Parlamentswahlen am 22. August 2020 erhielt die Australian Labor Party 39,4 Prozent der Stimmen (14 von 25 Sitzen), die Country Liberal Party unter Lia Finocchiaro Spitzenkandidatin 31,3 Prozent und 8 Mandate, die Territory Alliance 12,9 Prozent (1 Mandat) und die Unabhängigen 10,7 Prozent (2 Sitze). Die Wahlbeteiligung betrug 74,9 Prozent. Nach der Wahl blieb Michael Gunner Chief Minister und sie weiterhin Oppositionsführerin in der Legislativversammlung sowie am Führerin des „Schattenkabinetts“ ihrer Partei, in dem sie ab dem 18. September 2020 zugleich als „Schattenschatzmeisterin“, „Schattenministerin für Polizei, Feuerwehr und Rettungsdienste“, „Schattenministerin für Großprojekte, territoriale Wirtschaft und Wiederaufbau“, „Schattenministerin für strategische Verteidigungsbeziehungen“ sowie als „Schattenministerin für Nordaustralien und Handel“ beziehungsweise ab dem 10. Mai 2022 zugleich als „Schattenministerin für Polizei, Feuerwehr und Rettungsdienste“, „Schattenministerin für Großprojekte“, „Schattenministerin für strategische Verteidigungsbeziehungen“ sowie als „Schattenministerin für Nordaustralien und Handel“.

### Chief Minister des Northern Territory
Bei der Wahl am 24. August 2024 war Lia Finocchiaro erneut Spitzenkandidatin der CLP und trat gegen die amtierende Chefministerin Eva Lawler von der Labor Party an. Bei den Parlamentswahlen erhielt die Country Liberal Party 48,9 Prozent der Stimmen (17 von 25 Sitzen), Labor 28,8 Prozent (4 Mandat), Unabhängige 14,2 Prozent (3 Sitze) und die Australian Greens 8,1 Prozent (1 Mandat). Die Wahlbeteiligung lag bei 68,5 Prozent. Am 28. August 2024 wurde Lia Finocchiaro als Chief Minister des Northern Territory vereidigt. In ihrer Regierung übernahm sie zugleich die Ämter als Ministerin für Polizei, Ministerin für Feuerwehr und Rettungsdienste, Ministerin für Verteidigungsindustrie sowie als Ministerin für Territorialkoordination.
Aus der Ehe von Lia Emele Finocchiaro mit Sam Burke, dem Sohn des früheren Chief Minister Denis Burke, gingen zwei Kinder hervor.